# Cleomella hillmanii
Cleomella hillmanii är en paradisblomsterväxtart som beskrevs av Aven Nelson. Cleomella hillmanii ingår i släktet Cleomella, och familjen paradisblomsterväxter. Utöver nominatformen finns också underarten C. h. goodrichii.